# 我和我的鋼四壁
《我和我的鋼四壁》（英語：The Iron Four）是2022年於衛視中文台播出的台灣偶像劇，為衛視原創第2部戲劇作品。由寶麗來國際娛樂製作，善存、邱宇辰、宋偉恩、管麟領銜主演。
本劇於2021年12月20日杀青，12月23日舉辦殺青酒，2022年2月28日起於衛視中文台首播。

## 播出時間

### 首播
| 頻道            | 所在地 | 播出日期                     | 播出時間                   |
| --------------- | ------ | ---------------------------- | -------------------------- |
| 衛視中文台      | 臺灣   | 2022年2月28日－2022年4月22日 | 每週一至週五 21:00 - 22:00 |
| 星衛娛樂台(MOD) | 臺灣   | 2022年3月1日－2022年4月25日  | 每週一至週五 20:00 - 20:50 |
| YouTube         | 臺灣   | 2022年3月5日－2022年4月9日   | 每週六 18:00上架當週5集    |
| YouTube         | 臺灣   | 2022年4月11日－2022年4月22日 | 每週一至週五 24:00上架     |
| STAR World      | 臺灣   | 2022年5月2日-2022年6月24日   | 每週一至週五 17:00 - 18:00 |
| 中視主頻        | 臺灣   | 2025年8月14日-               | 每週一至週五20:00-22:00    |

### 重播
| 頻道            | 所在地 | 播出日期     | 播出時間                   |
| --------------- | ------ | ------------ | -------------------------- |
| 衛視中文台      | 臺灣   | 2022年3月1日 | 每週一至週五 20:00 - 21:00 |
| 衛視中文台      | 臺灣   | 2022年3月1日 | 每週二至週六 00:00 - 01:00 |
| 衛視中文台      | 臺灣   | 2022年3月2日 | 每週一至週五 04:00 - 06:00 |
| 衛視中文台      | 臺灣   | 2022年3月2日 | 每週一至週五 13:00 - 15:00 |
| 星衛娛樂台(MOD) | 臺灣   | 2022年3月2日 | 每週一至週五 19:10 - 20:00 |
| 星衛娛樂台(MOD) | 臺灣   | 2022年3月3日 | 每週一至週五 00:50 - 02:30 |
| 星衛娛樂台(MOD) | 臺灣   | 2022年3月3日 | 每週一至週五 05:50 - 07:30 |
| 星衛娛樂台(MOD) | 臺灣   | 2022年3月3日 | 每週一至週五 10:50 - 12:30 |
| 星衛娛樂台(MOD) | 臺灣   | 2022年3月3日 | 每週一至週五 15:50 - 17:30 |
| STAR World      | 臺灣   | 2022年5月3日 | 每週一至週五 11:00 - 12:00 |

## 劇情大綱
故事描寫透過四個同為設計學院的麻吉好友，共同創業「鋼四壁室內設計公司」。「鋼四壁」意指比鐵還要硬、比三角更穩，亦與能力、默契、信任有關。

## 演員陣容

### 主要演員
| 演員   | 角色          | 職業／關係 | 登場集數                                |
| 善存   | 劉放          | 明理、明星、明亮的小舅舅，劉夏的弟弟，吳欣恬的前男友，「鋼四壁室內設計公司」總監，開創業務擔當，綽號「放哥」和「放放」。                                                                   | 全劇                                    |
| 邱宇辰 | 胡里安        | 30歲，在高中與劉放認識，「鋼四壁室內設計公司」現場監工擔當以及鋼四壁成員的開心果，綽號「狐狸」。愛上劉放的前女友吳欣恬，後吳欣恬不滿胡里安無法對感情承諾而分手，最終復合。和吳欣恬有小孩。 | 1-21,24-40                              |
| 宋偉恩 | 孫子謙        | 「鋼四壁室內設計公司」財務、軟裝擔當以及廚師，美食家，綽號「Money」和「謙謙」。與陸皓寧交往。                                                                                              | 全劇                                    |
| 管麟   | 蕭聖宇        | 34歲，「鋼四壁室內設計公司」設計擔當，綽號「老蕭」。雖然從事室內設計，但仍對建築有熱情。因弟弟蕭聖安被殺而害怕看到血。                                                                     | 全劇                                    |
| 林意箴 | 楊楚君(Luna)  | 心理諮商師，劉夏、陸皓寧的摯友。受劉夏請託治療劉放，在過程中對劉放產生感情進而交往。徐天恩同父異母的姐姐。                                                                                 | 2,4-8,10-12,15,17,20-40                 |
| 李宣榕 | 吳欣恬        | 房產經紀人，劉放的前女友，後愛上胡里安。和胡里安有小孩。 | 3,6-8,13-19,25-29,33-34,36-37,39-40     |
| 陳璇   | 陸皓寧(Chris) | 廚師，楊楚君在美國唸書認識的朋友，委託鋼四壁改造餐廳，孫子謙誤認是男生，後成為女朋友。 | 9-16,18-23,25-28,31,35-38,40            |
| 陳鼎中 | 明理          | 19歲，大學高材生，明星、明亮的哥哥。 | 1-9,12-13,15-18,22-24,26-28,31-36,39-40 |
| 邵奕玫 | 明星          | 17歲，高中生，明理的妹妹、明亮的姐姐。喜歡蕭聖宇。 | 1-10,15,17-25,27-39-40                  |
| 陳玄燁 | 明亮          | 6歲，明理、明星的弟弟。明天、劉夏車禍的生還者。 | 1-5,8,11-16,21-22,25-35,39-40           |
| 陳希瑀 | 徐天恩        | 明理打工時認識的朋友，明理的同學蚊子稱呼她學姊。為楊楚君同父異母的妹妹。 | 23-24,26-28,32-38,40                    |

### 其他演員
| 演員   | 角色     | 職業／關係                                                                                                 | 登場集數                         |
| 潘慧如 | 劉夏     | 明天的妻子，劉放的姐姐，明理、明星、明亮的媽媽，後因車禍死亡。                                             | 1-4,8,23,26(聲音),29-31,33-34,40 |
| 藍鈞天 | 明天     | 劉夏的丈夫，劉放的姐夫，明理、明星、明亮的爸爸，生技研究員，後因車禍死亡。生前已留下線索協助劉放追查真相。 | 2-3,7,29-31,33,37,40             |
| 游安順 | 陸有德   | 陸皓寧的爸爸，經營生機農園，反對女兒從事廚師行業。                                                         | 14-16,19,25-28,31,37-38          |
| 沈孟生 | 孫志南   | 牧師，退休旅長，孫子謙的爸爸，希望兒子成為有男子氣概的軍人。                                               | 10-11,19-21,24,26-28             |
| 胡佩蓮 | 洪淑芬   | 孫子謙的媽媽。                                                                                             | 5,11,24,27,36                    |
| 林秀君 | 姚美琴   | 姚姊，胡里安的奶媽及敬愛的長輩，說話夾雜廣東話。                                                           | 6-7,8（聲音）,17,27-28,31,39     |
| 鄭志偉 | 黑虎     | 保險外調員，退休刑警，處理明天、劉夏的保單。                                                               | 7,9,16,20-21,23,26,31,34,37-40   |
| 王晴   | 楊予晨   | 蕭聖宇的學姐，想挖角他並逼迫離開鋼四壁。                                                                   | 4-5,31-32,34,37-38               |
| 游詩璟 | 李玉棠   | 靈媒，吳欣恬和「鋼四壁室內設計公司」的客户，宋美玉的媽媽。                                                 | 14,16,18-19,21,24                |
| 陳沐青 | 宋美玉   | 電子花車舞者，李玉棠的女兒，工班蝦子的女友。                                                               | 16,18-19,21,24                   |
| 許乃涵 | 邱淑媛   | 明家隔壁新鄰居，實際身分為周若琳，疑為姜永利的共犯。                                                       | 20,22,24,32,34,37                |
| 錢俞安 | 姜永利   | 明天的同事，亦是製造車禍害死明天、劉夏的兇手。                                                             | 26,28,37,40                      |
| 邱治澔 | 蚊子     | 明理的同學。                                                                                               | 2,6,8-9,12-13,18,22-24           |
| 蔡昀達 | 工班蝦子 | 「鋼四壁室內設計公司」的工班，宋美玉的男友。                                                               | 6,8,13,21,24-25                  |
| 林帥甫 | 工班花枝 | 「鋼四壁室內設計公司」的工班。                                                                             | 6,8,13,21,24                     |
| 范宏恩 | 工班蛤仔 | 「鋼四壁室內設計公司」的工班。                                                                             | 6,8-9,13,21,24,31                |
| 陳玹宇 | 蕭聖安   | 蕭聖宇的弟弟，隨機殺人案受害者。                                                                           | 10（聲音）,13                    |
| 王宥謙 | 小劉放   | 童年時的劉放，因父母雙亡，經常被同年齡的人排擠。                                                           | 4,17,26,33-34                    |
| 謝栢躍 | 小里安   | 童年時的胡里安。                                                                                           | 7,17,35                          |
| 施浩豐 | 小子謙   | 童年時的孫子謙。                                                                                           | 11,20                            |
| 葉文豪 | 士官長   | 陸軍小館的老闆，孫志南的下屬，私下喜好異性裝扮。                                                           | 21,23,26                         |
| 許允蓎 | 女神     | 糖糖，明理的女神。                                                                                         | 2,8                              |
| 杜文婷 | 混混女   | 明星的同學。                                                                                               | 2-3,9-10,15                      |
| 林雨涵 | 混混女   | 明星的同學。                                                                                               | 2-3,9-10,15                      |
|        |          | 胡里安與吳欣恬的女兒。                                                                                     | 40                               |
|        | 明信片   | 徐天恩撿到的小狗，由明亮取名為「明信片」。                                                                 | 27-34                            |

### 客串演員
| 演員   | 角色       | 職業／關係                                                                       | 登場集數          |
| 應蔚民 | 蔡先生     | 罵孫子謙「娘娘腔」的發飆客戶，因為不付錢，導致被鋼四壁解約。                     | 1                 |
| 比利   | 葬儀社人員 | 大家生命禮儀服務公司人員。                                                       | 4-5               |
| 林埈永 | 房仲經理   | 吳欣恬的上司。吳欣恬被迫離開後，自行創業。                                       | 7-8               |
| 王憲政 | 老闆       | 食材行老闆。                                                                     | 10,16             |
| 莊振寧 | 莊振寧     | 裕民里里長。                                                                     | 15                |
| 苗可麗 | 李靜芸     | 陸皓寧的媽媽。                                                                   | 18,25,31          |
| 王耿豪 | 游國政     | 安真國際有限公司董事長、「鋼四壁室內設計公司」的房東，胡里安的繼父，陳澈的叔叔。 | 28-30,34-35,37-38 |
| 王靜瑩 | 胡婉真     | 胡里安的媽媽。                                                                   | 36-37,39          |
| 游耀光 | 徐先生     | 宋美玉的房東。                                                                   | 15                |
| 王道南 | 蕭家祥     | 蕭聖宇、蕭聖安的爸爸。蕭聖安過世後患有精神疾病，住在療養院。                     | 18,27-28          |
| 黃湘婷 | 劉母       | 劉夏、劉放的媽媽。生下劉放時難產過世。                                           | 27                |
| 胡宇威 | 陳澈       | 佐美集團的執行長。                                                               | 34,38,40          |
|        | 楊父       | 楊楚君、徐天恩的爸爸，因猛爆性肝炎而過世。                                       | 28,38             |
| 鄭又菲 | 小楚君     | 童年時的楊楚君。                                                                 | 38                |

## 電視劇歌曲
| 曲別     | 歌名     | 演唱者 | 作詞             | 作曲             |
| 片頭曲   | 太陽雨   | 知更   | 知更             | 知更             |
| 片尾曲   | 隔夜茶   | 李宣榕 | 意梁             | 姚蘭             |
| 插曲     | Gone     | 陳宇祥 | 邵豪、Nay Shalom | 邵豪、Nay Shalom |
| 插曲     | 此時此刻 | 曾昱嘉 | 曾昱嘉           | 曾昱嘉           |
| 插曲     | 給你擁抱 | 陳佩賢 | 陳佩賢、非非     | 陳佩賢           |
| 情境歌曲 | 缺口     | 庾澄慶 | 九把刀           | 木村充利         |

## 拍攝場景

### 台北市
- 士林區 Lucy's 飾品：明星被店長懷疑偷東西
- 士林區 台北海洋科技大學：鋼四壁畢業大學；崇心高中
- 信義區 薩朵拿坡里披薩餐廳SALTO Pizzeria：蕭聖宇與客戶李主任談企劃
- 信義區 瑞客來永和豆漿 信義店：劉放、楊楚君吃早餐
- 信義區 古記雞：陸皓寧的餐廳
- 信義區 寒舍艾麗酒店 HumbleHouse
- 信義區 永春崗公園:孫子謙、陸皓寧爬山
- 信義區 象山：楊楚君找劉放
- 內湖區 GAB!KAP!：蕭聖宇、楊予晨喝咖啡
- 內湖區 Le lakeshore：劉放、吳欣恬看校刊
- 內湖區 215歐廚：胡婉真、胡里安吃飯
- 中山區 天端人本禮儀有限公司：大家生命禮儀服務公司
- 中山區 臺北市第一殯儀館：明天、劉夏告別式
- 中山區 美堤河濱公園：劉放、明亮、楊楚君野餐
- 中山區 台北美福大飯店：劉放委託黑虎調查
- 中山區 Cocoon池畔酒吧：孫子謙、陸皓寧喝酒；蕭聖宇、楊楚君聊聊
- 中山區 振光玩具 ASIA GOAL-大直ATT店：孫子謙、明亮吃冰害怕汽車玩具
- 中山區 Attracafe'-Taipei爾淬咖啡：劉放買咖啡的地方
- 中山區 圓山公園
- 大安區 蛤?! Huh Pot邁霓康餐飲：胡里安與工班慶功
- 大安區 金舞學院_Let's Dance 來跳舞國標舞教室：姚姐、胡里安跳舞
- 大安區 Sugar Miss：明理、徐天恩吃蛋糕
- 大安區 VG Encore：陸皓寧改裝後的餐廳
- 中正區 享你好酒不見：胡里安一個人喝酒
- 中正區 寶藏巖文化村 寶村柑仔店：吳欣恬買涼問情報
- 松山區 知道了茶樓 蔬食港式飲茶：姚姐、胡里安吃茶點
- 松山區 錠嵂保險經紀人 北五營業處：劉放、黑虎處理保單
- 松山區 HWC黑沃咖啡 南京三民店：徐天恩、明理、蚊子打工
- 松山區 享想 臺灣珍藏茶 民生總店：蕭聖宇、明星買飲料
- 大同區 勝益食品行：孫志南用貼布遇到兒子
- 大同區 合勝堂
- 北投區 裕民里辦公處
- 萬華區 茂昌蔬果量販店：陸皓寧、蕭聖宇買菜
- 文山區 Swan Cafe 天鵝桌遊館：徐天恩、明理打工
- 南港區 南港公園：明理、明星、明亮、明信片、徐天恩一起去買狗窩

| - 板橋區 板樹漆彈暨攀岩運動場：劉放、明理比賽攀岩 - 金山區 出霧溫泉：鋼四壁事務所 - 金山區 烏咪咖啡行動車：游國政、劉放商量事情 - 烏來區 明裕山水露營區：鋼四壁野營地 - 貢寮區 福隆福容大飯店：楊楚君住的飯店 - 新莊區 新莊分局 昌平派出所：劉放調查明天、劉夏的死因 - 新莊區 租屋超市旗艦店：吳欣恬工作地 - 新莊區 中港大排 彩虹廣場：明星、蕭聖宇、明信片一起去散步 - 新莊區 BUNA CAF'E布納咖啡新莊館：劉放、蕭聖宇約見面幕後人 - 三重區 新北大都會公園：劉放、蕭聖宇、明亮玩大泡泡的公園 - 三重區 空軍三重一村新北市眷村文化園區：楊楚君的家 - 萬里區 金湧泉：鋼四壁泡湯；明亮、吳心恬玩水 - 中和區 原岩爬岩館 中和店 T-UP Climbing Zhonghe：劉放、楊楚君攀岩 - 中和區 群真科技股份有限公司：明理、蚊子面試 - 中和區 好了啦紅茶冰 中和民富店 - 八里區 廖添丁廟：宋美玉酬神鋼管舞 - 泰山區 布拉格春天公寓：明家 - 泰山區 路易莎咖啡 泰山十八甲門市：劉放、邱淑媛喝咖啡 - 林口區 台灣CQB俱樂部 | - 龍潭區 渴望會館 - 龍潭區 太陽桃園長照社團法人附設桃園市龍潭住宿長照機構：明亮住院的醫院；福星療養院 - 中壢區 馬祖新村眷村文創園區：明理與女神約會；鬼屋 - 中壢區 馬村隱園民宿：孫子謙的家 - 中壢區 桃園市立龍興國民中學：孫志南、小子謙跑步 - 中壢區 銀河廣場：劉放、楊楚君第一次相遇的地方 - 桃園區 陸軍小館：士官長的店 - 宜蘭市 宜蘭社福館：劉放、蕭聖宇第一次相遇 - 冬山鄉 灣曲時尚渡假會館：胡里安的家 - 頭城鎮 頭城農場：青禾有機農場 - 大林鎮 佐登妮絲城堡生技園區：片頭曲取景；佐美集團的穹頂城堡 |

## 外部連結
- 我和我的鋼四壁[]－衛視
- 衛視原創的Facebook專頁
- 衛視原創的Instagram帳戶

## 作品的變遷
| 臺灣 衛視中文台 星期一至五 21:00 - 22:00 | 臺灣 衛視中文台 星期一至五 21:00 - 22:00          | 臺灣 衛視中文台 星期一至五 21:00 - 22:00          |
| --- | ------------------------------------------------- | ------------------------------------------------- |
| | 我和我的鋼四壁 （2022年2月28日－2022年4月22日）   |                                                   |
| 如果花知道 （2021年12月20日－2022年2月11日）俗女養成記（重播） （2022年2月14日－2022年2月21日）俗女養成記2（重播） （2022年2月21日－2022年2月28日） | 我的室友是九尾狐 （2022年4月25日－2022年5月25日） |                                                   |
| 臺灣 星衛娛樂台 星期一至五 20:00 - 20:50 |                                                   |                                                   |
| 如果花知道 （2022年1月4日－2022年2月28日） | 我和我的鋼四壁 （2022年3月1日－2022年4月25日）    | 我的室友是九尾狐 （2022年4月26日－2022年5月26日） |
| 臺灣 中視主頻 星期一至五 20:00 - 22:00 |                                                   |                                                   |
| 秘書俱樂部 （2025年7月14日-2025年8月13日） | 我和我的鋼四壁 （2025年8月14日-）                 | —                                                 |